# Вулиця Шкіряна
Вулиця Шкіряна — вулиця у Шевченківському районі міста Львів, місцевість Збоїща. Пролягає від вулиці Збоїща до перехрестя вулиць Полуничної та Братньої.

## Історія та забудова
Вулиця виникла у складі селища Збоїща під назвою Коротка. У 1958 році, після приєднання Збоїщ до Львова, отримала сучасну назву.
Має типову для Нових Збоїщ садибну малоповерхову забудову.